# Nedelin-Katastrophe

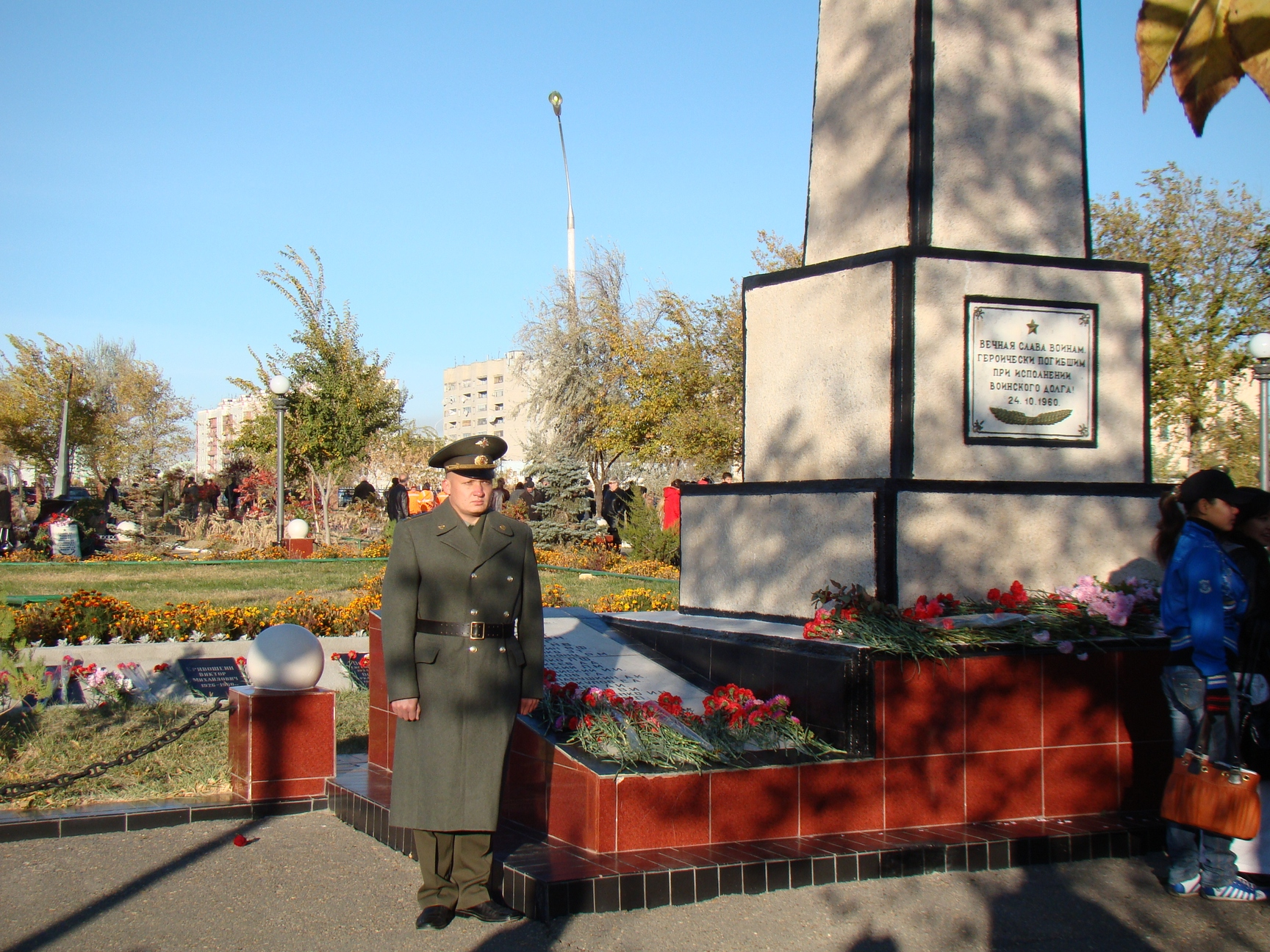
Denkmal in Baikonur

Als Nedelin-Katastrophe wird der größte offiziell bekannte Raketenunfall bezeichnet. Bei diesem Unfall starben am 24. Oktober 1960 durch die Explosion einer militärischen Interkontinentalrakete auf dem sowjetischen Weltraumbahnhof Baikonur 126 Menschen, nach manchen Quellen auch mehr. Verantwortlich für diese Katastrophe war Mitrofan Nedelin (Hauptmarschall der Artillerie), der Chef der strategischen Raketentruppen. Er kam selbst bei dieser Katastrophe ums Leben.

## Vorgeschichte

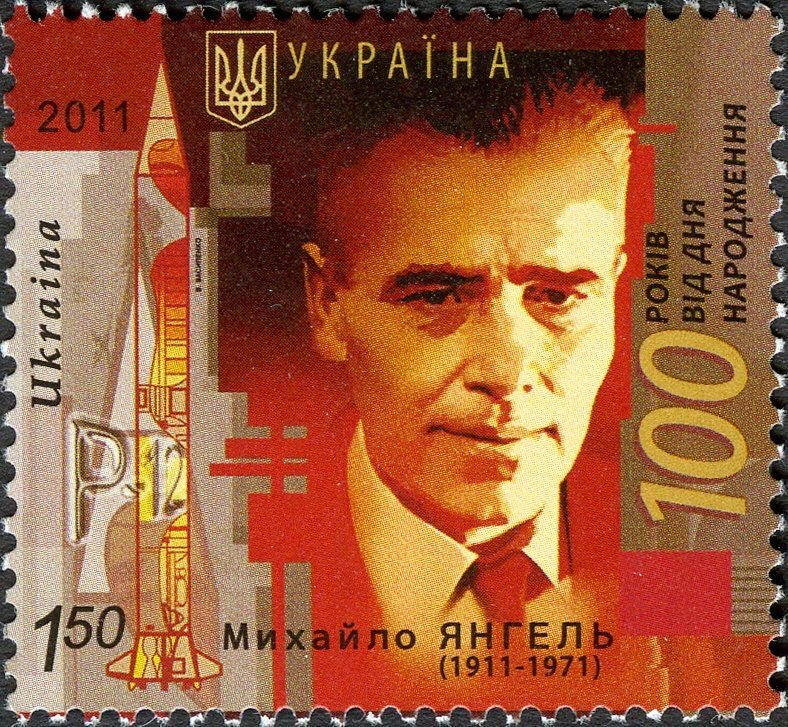
Michail Jangel

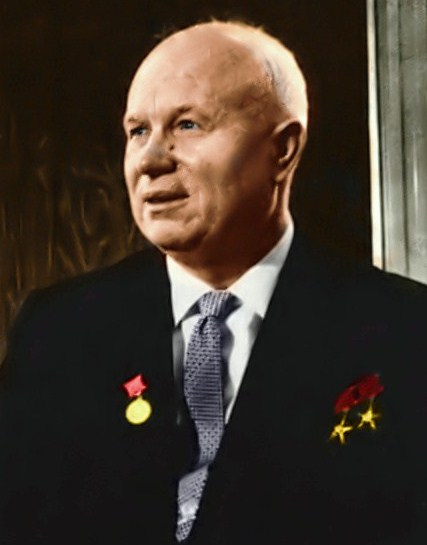
Nikita Chruschtschow

Die Rakete R-16, die erste militärisch verwendbare interkontinentale ballistische Rakete der Sowjetunion, war eine Konstruktion von Michail Jangel. Ihre Entwicklung und Erprobung stand unter erheblichem Zeitdruck, denn der Start sollte aus Propagandagründen zum Jahrestag der Oktoberrevolution erfolgen.
Parteichef Chruschtschow war begeistert, als ihm das Konzept der Rakete im Sommer 1959 vorgestellt worden war, denn damit konnte er gegenüber der Weltöffentlichkeit in einer „beispiellosen Geste“ die Truppenstärke der Sowjetarmee um 1,2 Millionen Mann reduzieren, andererseits diese Reduktion jedoch durch die Stationierung von Interkontinentalraketen ausgleichen. Dies führte auch zur Aufstellung der Sowjetischen Strategischen Raketentruppen (RWSN), die unabhängig von den anderen Teilstreitkräften der Sowjetarmee arbeiteten und Nedelin unterstellt wurden.
Am 24. Oktober 1960 wollte Nedelin den ersten erfolgreichen Start der R-16 in Baikonur beobachten. Er trieb deshalb an den vorhergehenden Tagen die Arbeiten voran und ließ zahlreiche Sicherheitsvorkehrungen umgehen, obwohl die Rakete noch in der Testphase und die Arbeiten noch lange nicht abgeschlossen waren. Die R-16 wurde am 22. Oktober 1960 mit 124 Tonnen Treibstoff aus den hypergolischen Komponenten UDMH und Salpetersäure betankt. Salpetersäure ist ein äußerst aggressiver Stoff, sodass Raketen, die nach dem Betanken wieder enttankt worden sind, anschließend zur Inspektion ins Herstellerwerk gebracht werden müssen.

## Ablauf der Katastrophe

R-16

Die Startvorbereitungen wurden am 23. Oktober wegen Problemen mit der Elektronik zunächst abgebrochen, mussten aber auf Befehl Nedelins wieder aufgenommen werden. Am 24. Oktober um 19:30 Uhr sollte der Start erfolgen. Vermutlich um die berechtigten Sicherheitsbedenken seiner Untergebenen wegen eines Treibstofflecks zu zerstreuen und Druck auf sie auszuüben, platzierte sich Nedelin am 24. Oktober gegen 18:40 Uhr demonstrativ acht Meter von der Rakete entfernt auf einem Stuhl. Andere Militärangehörige und Techniker sahen sich dadurch gezwungen, den sicheren Bunker zu verlassen und sich neben ihn zu stellen.
Die autonome bordeigene Energieversorgung war bereits aktiviert und ein Teil der Pyromembranen im Treibstoffsystem geöffnet, da sich der vorhergehende Abbruch innerhalb der Ein-Stunden-Bereitschaft ereignet hatte. Zum Zünden der Rakete war nur noch ein Drehschalter zu betätigen, der sich zu diesem Zeitpunkt wegen eines vorhergegangenen Tests in der Position Nach-Start befand. Ein Mitarbeiter versuchte, den Schalter auf die Position Vor-Start zu bringen, und passierte dabei die Schalterstellung Manuelles Zünden der zweiten Stufe. Während einer normalen Startvorbereitung wäre die Stromversorgung der Rakete abgeschaltet und der Schaltvorgang ohne Wirkung gewesen. Verhängnisvollerweise führte dies aber nun zur unbeabsichtigten Aktivierung eines elektropneumatischen Ventils (WO-7), das zur Regulierung des Drucks der Startbehälter diente.
Jetzt zündete das Marschtriebwerk der zweiten Stufe. Es zerriss die Tanks der darunterliegenden ersten Stufe. Das UDMH und die Salpetersäure vermischten sich und es kam zu einer Explosion, in deren Folge innerhalb von 90 Sekunden 124 Tonnen Treibstoff verbrannten. In ersten Zeitungsberichten war Anfang der 1990er Jahre von 126 Toten, darunter 57 hohen Militärs, die Rede. Der Kommandant des Kosmodroms Baikonur, Generalleutnant Alexei Schumilin, nannte angeblich im Februar 1997 anlässlich der deutsch-russischen Weltraummission Mir 97 die Zahl 154. Es gibt aber noch andere Behauptungen, die zwischen 92 und 200 Todesopfern schwanken. Von Nedelin, der sich unmittelbar neben der Rakete befunden hatte, wurden nur die Überreste seines Ordens Held der Sowjetunion und Uniformteile gefunden. Unter den Todesopfern waren neben Nedelin auch namhafte Wissenschaftler wie Jangels Stellvertreter Berlin und Konzewoi sowie Firsow, der Chefkonstrukteur des Charkower OKB-692 Boris Konopljow, der stellvertretende Vorsitzende des Staatlichen Komitees der UdSSR für Verteidigungstechnik Lew Grischin und der stellvertretende Kommandant des Startplatzes, Nossow.
Als Ursache des Unglücks werden unsachgemäße Handhabung der defekten und bereits betankten Rakete unter Zeitdruck und wesentlich beschleunigte Zeitpläne angenommen. Entgegen dem vorliegenden technischen Plan waren die Reparaturarbeiten auf ausdrücklichen Befehl Nedelins bei aktiviertem Bordenergiesystem erfolgt. Die Untersuchungskommission verzichtete jedoch auf eine offizielle persönliche Schuldzuweisung.
Der Tod zahlreicher Spezialisten und der Verlust des Startplatzes verzögerten den geplanten Fortgang des sowjetischen Raketenprogramms, so dass die R-16 erst drei Monate später, im Februar, starten konnte.

## Konsequenzen

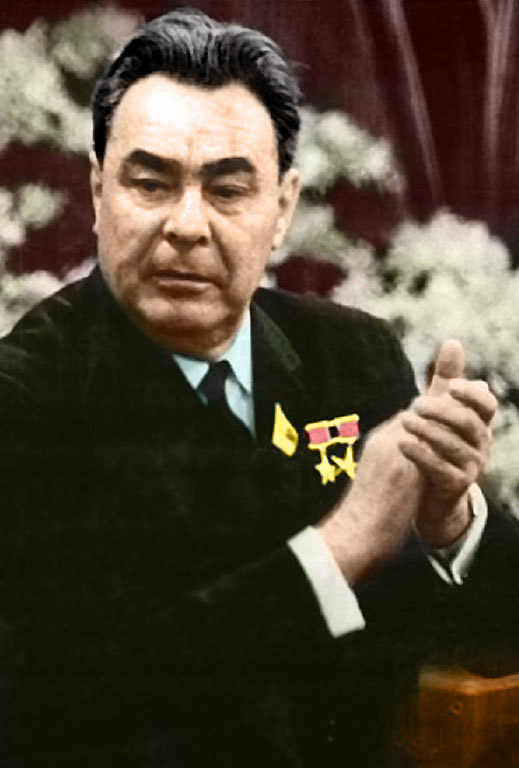
Leonid Breschnew leitete die Untersuchung der Katastrophe.

Über die Ereignisse verhängte Ministerpräsident Chruschtschow absolute Geheimhaltung. Es wurde außerdem eine Untersuchungskommission unter der Leitung von Leonid Breschnew eingesetzt, um die Ereignisse vor Ort zu untersuchen und die Gründe für das Unglück zu recherchieren. Die Kommission fand unter anderem heraus, dass sich über 250 Personen in der Nähe der Startrampe aufgehalten hatten, also viel mehr, als notwendig gewesen wären. Die meisten von ihnen hätten sich zu diesem Zeitpunkt in Sicherheitsbunkern befinden sollen. Da die Moral der Raketenspezialisten nach dem Unglück durch den Tod der vielen Kameraden stark belastet war und die gesteckten Ziele mit den Verbliebenen möglichst schnell erreicht werden sollten, wurde in der Folge niemand direkt zur Verantwortung gezogen.
Der Konstrukteur der Rakete, Michail Jangel, überlebte das Unglück unverletzt. Er hatte sich zum Zeitpunkt der Explosion gemeinsam mit Kollegen außerhalb des Gefahrenbereichs in einer Raucherzone befunden. Eine der wenigen noch beachteten Sicherheitsmaßnahmen, das Rauchverbot in der Nähe der Rakete, rettete ihm das Leben.
Am Ort der Katastrophe steht heute eine Gedenktafel, die vor jedem Start traditionell von den Funktionären besucht wird.

## Film
- Martin Hübner: Das Inferno von Baikonur. Dokumentarfilm aus der ARD-Sendereihe Protokoll einer Katastrophe. Deutschland, MDR, 2003.